# Phineas Riall
Sir Phineas Riall (* 15. Dezember 1775, wahrscheinlich in Clonmel, Irland; † 10. November 1850 in Paris, Frankreich) war ein britischer Offizier der Napoleonischen Kriege und des Kriegs von 1812 mit den USA.

## Leben
Phineas Riall trat Januar 1794 als Ensign des 92nd (Highland) Regiment of Foot in die British Army ein und stieg durch den Kauf von Offizierspatenten schnell auf. Im März wurde er Lieutenant, im Mai Captain und im Dezember Major des 128th Regiment of Foot. In dieser Einheit diente er bis zu ihrer Auflösung 1797. Danach blieb er sieben Jahre lang bei Halbsold außer Dienst, bis er 1805 Major des 15th (The Yorkshire East Riding) Regiment of Foot wurde. Mit diesem kam er in die Karibik, führte 1809 während des Angriffs auf Martinique eine Brigade und zeichnete sich bei der Eroberung von Guadeloupe aus. 1810 kehrte er nach England zurück, wurde Lieutenant-Colonel im 69th (South Lincolnshire) Regiment of Foot und im Juni 1813 Major-General.
Zusammen mit Lieutenant-General Gordon Drummond versetzte man ihn im August dieses Jahres nach Kanada, wo der Krieg von 1812 mit den USA ausgebrochen war. Nach einer kurzen Zeit als Kommandeur in Montreal begleitete er Drummond nach Oberkanada, wo dieser den Oberbefehl übernahm. Zeitgleich zum von Drummond befohlenen Angriff auf Fort Niagara überschritt Riall mit 500 Soldaten und ebenso vielen Indianern am 19. Dezember den Niagara River und stieß weit in amerikanisches Gebiet vor, wobei umfangreicher gegnerischer Nachschub erbeutet und die Ortschaften Lewiston, Youngstown, Fort Schlosser und Manchester (Niagara Falls) zerstört wurden. Riall war allerdings nicht in der Lage, Ausschreitungen von Indianern gegen amerikanische Zivilisten zu verhindern, bei denen es mehrere Tote gab. Am 30. Dezember führte Riall einen zweiten Vorstoß über den Niagara River, warf nach dem Überschreiten des Flusses mehrere US-Angriffe zurück, schlug die Angreifer schließlich in die Flucht und erbeutete erhebliche Mengen an Waffen und Munition. Im weiteren Verlauf des Vorstoßes erbeuteten Rialls Truppen erneut große Mengen Nachschub und brannten Buffalo und Black Rock nieder. Aufgrund der Eroberung von Fort Niagara und der beiden Vorstöße Rialls hatte sich die strategische Lage an der Niagara-Front grundlegend geändert.
Nach diesem Feldzug ging Drummond nach York (Toronto), während Riall das Kommando an der Niagara-Front erhielt. Nach einem ruhigen Frühjahr 1814 überschritten die Amerikaner mit 4.000 Mann unter Major-General Jacob Brown den Niagara River und zwangen Fort Erie am 3. Juli zur Kapitulation. Riall postierte seine Truppen hinter dem Chippewa River, wo am 4. Juli die etwa 2.000 Mann umfassende Vorhut der Amerikaner unter Brigadier-General Winfield Scott auftauchte. Die Amerikaner zogen sich zunächst zurück, und am folgenden Tag überschritt Riall mit seiner etwa 1.500 Mann umfassenden Armee den Fluss und griff Scotts Truppen gegen 17 Uhr frontal an. Die disziplinierten und gut ausgebildeten US-Truppen fügten den Briten in der Schlacht bei Chippewa jedoch eine empfindliche Niederlage zu, die Riall zu einem hastigen Rückzug nach Fort George zwang, um nicht abgeschnitten zu werden. Seine Truppen verloren 137 Tote und 304 Verwundete, die Amerikaner lediglich 48 Tote und 227 Verwundete. Grund für die Niederlage war wohl, dass Riall die US-Soldaten Scotts mit Milizionären verwechselt und deren Kampfkraft deshalb unterschätzt hatte.
Ein amerikanischer Angriff auf Fort George kam nicht zustande, da die Amerikaner vergeblich auf die Lieferung schwerer Belagerungsgeschütze durch ihre Marine warteten. Schließlich zogen sie sich in Richtung Chippawa (Ontario) zurück. Riall folgte ihnen mit etwa 1.000 Soldaten und nahm eine Defensivstellung auf einem Höhenrücken nahe Niagara Falls ein. Als US-Truppen unter Scott am 25. Juli auf seine Stellung stießen, begann er, sich befehlsgemäß zurückzuziehen, da Drummond ihm befohlen hatte, einen entscheidenden Kampf zu vermeiden. Drummond marschierte rechtzeitig mit Verstärkungen an, machte den Rückzugsbefehl rückgängig und nahm den Kampf an. Am Sieg in der daraus resultierenden, äußerst blutigen Schlacht bei Lundy’s Lane hatte Riall wenig Anteil, da er bereits kurz nach Beginn des Kampfes schwer verwundet wurde und in amerikanische Kriegsgefangenschaft geriet. Aus dieser kam er im Dezember 1814 im Austausch frei und kehrte nach England zurück. Von 1816 bis 1823 war er Vizegouverneur von Grenada und heiratete während dieser Zeit (1819) Elizabeth Scarlett. 1831 wurde er als Knight Commander in den Royal Guelphic Order aufgenommen und 1833 zum Knight Bachelor geschlagen. Von 1835 bis 1846 war er Colonel des 74th (Highland) Regiment of Foot und von 1846 bis 1850 Colonel des 15th (The Yorkshire East Riding) Regiment of Foot. 1841 wurde er zum General befördert. 1850 starb er bei einem Aufenthalt in Paris.